# Emerson Palmieri
Emerson Palmieri dos Santos (sinh ngày 3 tháng 8 năm 1994), thường gọi là Emerson Palmieri hay Emerson, là cầu thủ bóng đá chuyên nghiệp thi đấu tại  cho câu lạc bộ West Ham United tại Premier League.
Sinh ra tại Santos, Emerson bắt đầu sự nghiệp tại đội bóng quê nhà Santos trước khi đến Ý thi đấu cho Palermo và sau đó là Roma. Tháng 1 năm 2018, Emerson gia nhập đội bóng Anh Chelsea và cùng Chelsea giành chức vô địch Cúp FA, UEFA Europa League và UEFA Champions League.
Emerson từng là thành viên đội tuyển U-17 Brasil nhưng đến năm 2017, anh đã nhập quốc tịch Ý và được triệu tập vào Đội tuyển bóng đá quốc gia Ý.

## Sự nghiệp câu lạc bộ

### Santos
Sinh ra và lớn lên tại thành phố Santos, Emerson trải qua các cấp bậc của lò đào tạo câu lạc bộ Santos trước khi ra mắt đội một vào năm 2011 khi 16 tuổi. Ngày 17 tháng 6 năm 2013, Emerson có trận đấu đầu tiên tại Giải bóng đá vô địch quốc gia Brasil, trong trận thua 1-0 trước Flamengo. Bàn đầu tiên của anh cho Santos là trong trận thua 1-2 trước Atlético Paranaense ngày 5 tháng 9 năm 2013.

#### Palermo
Đội bóng Ý Palermo mượn Emerson từ Santos kèm điều khoản mua đứt trong mùa bóng 2014-15. Tuy nhiên anh chỉ có 9 lần ra sân ở Serie A cho Palermo trong suốt mùa giải.

### AS Roma
Ngày 31 tháng 8 năm 2015, Emerson gia nhập Roma theo thỏa thuận cho mượn có thời hạn một năm.
Emerson có bàn thắng đầu tiên trên đất Ý trong trận thắng 3-1 trước Milan ngày 14 tháng 5 năm 2016. Đến ngày 7 tháng 7, Roma quyết định mượn anh thêm một mùa giải nữa. Ngày 5 tháng 12 năm 2016, Roma quyết định mua đứt Emerson từ Santos với phí chuyển nhượng 12 triệu €.
Emerson đã không thể ra sân trong nửa đầu mùa giải 2017-18 vì chấn thương dây chằng chéo trước mà anh gặp phải vào tháng 5 năm 2017. Ngày 1 tháng 12 năm 2017, anh ra sân trở lại lần đầu tiên sau chấn thương trong 15 phút cuối trận đấu với SPAL tại Serie A.

### Chelsea
Ngày 30 tháng 1 năm 2018, Emerson gia nhập đội bóng Anh Chelsea theo bản hợp đồng có thời hạn 4 năm rưỡi với phí chuyển nhượng vào khoảng 17,6 triệu £. Anh có trận đấu đầu tiên cho Chelsea trong trận đấu với Hull City tại vòng 5 Cúp FA, và đã ngay lập tức có dấu ấn với một đường chuyền thành bàn cho tiền đạo Olivier Giroud trong chiến thắng 4–0 tại Stamford Bridge.
Emerson có trận đấu đầu tiên tại Premier League vào ngày 4 tháng 3 năm 2018 khi vào sân từ ghế dự bị trong trận thua Manchester City 1-0. Anh được đá chính lần đầu tại Premier League trong trận đấu với Burnley vào ngày 19 tháng 4. Từ đường chuyền của Emerson, Victor Moses đã ấn định chiến thắng 2-1 cho Chelsea. Cuối mùa giải 2017-18, Chelsea giành chức vô địch Cúp FA nhưng Emerson đã không thể góp mặt trong trận chung kết Cúp FA 2018 với Manchester United vì chấn thương.
Ngày 26 tháng 9 năm 2018, trong lần đầu tiên ra sân tại mùa giải 2018–19, Emerson đã có bàn thắng đầu tiên trong màu áo Chelsea, gỡ hòa 1-1 trước Liverpool trước khi Chelsea lội ngược dòng thắng 2-1 tại vòng ba Cúp EFL. Ngày 24 tháng 2 năm 2019, anh có mặt trong đội hình xuất phát trận Chung kết Cúp EFL 2019 với Manchester City và là một trong những cầu thủ Chelsea thực hiện thành công loạt sút luân lưu nhưng Manchester City mới là đội chiến thắng sau cùng. Ngày 29 tháng 5 năm 2019, anh là người có đường chuyền để Olivier Giroud đánh đầu mở tỉ số trận Chung kết UEFA Europa League 2019 gặp Arsenal. Chelsea giành chiến thắng 4-1 chung cuộc và đây là danh hiệu đầu tiên Emerson có được cùng đội bóng Anh.
Sau khi Ben Chilwell chuyển đến Chelsea trong mùa giải 2020-21, Emerson chỉ còn là lựa chọn số ba cho vị trí hậu vệ trái dưới thời huấn luyện viên Frank Lampard và sau này là Thomas Tuchel, cho nên chỉ có 15 lần ra sân (2 lần tại Premier League) trong suốt mùa giải. Ngày 17 tháng 3 năm 2021, Emerson có trận đầu tiên dưới thời Tuchel. Anh vào sân từ ghế dự bị, trong những giây cuối, và ghi bàn ngay ở pha chạm bóng đầu tiên ấn định chiến thắng 2-0 của Chelsea trước Atlético Madrid để lọt vào vòng tứ kết UEFA Champions League 2020–21. Kết thúc mùa giải 2020-21, anh cùng Chelsea giành chức vô địch UEFA Champions League.

#### Lyon
Ngày 19 tháng 8 năm 2021, Emerson được Chelsea đem cho mượn tại đội bóng thi đấu tại Ligue 1 là Lyon theo hợp đồng cho mượn có thời hạn 1 năm. Lyon phải trả 500.000 euro cho thương vụ này, cùng 500.000 euro phụ phí tùy thuộc thành tích và được quyền ưu tiên mua đứt Emerson vào hè 2022.

## Sự nghiệp quốc tế
Emerson từng là thành viên đội tuyển U-17 Brasil tham dự Giải vô địch bóng đá U-17 Nam Mỹ và U-17 World Cup năm 2011.
Tháng 5 năm 2017, hai tháng sau khi có quốc tịch Ý, Emerson được huấn luyện viên Giampiero Ventura triệu tập chuẩn bị cho trận đấu giao hữu với San Marino nhưng do chấn thương đã không thể tham gia tập trung.
Tháng 6 năm 2021, Emerson có tên trong danh sách đội tuyển Ý tham dự Euro 2020. Sau khi hậu vệ trái số một của Italia là Leonardo Spinazzola bị chấn thương trong trận tứ kết với Bỉ, Emerson đá chính trong trận bán kết với Tây Ban Nha và là một trong những cầu thủ chơi xông xáo nhất và hiệu quả nhất của đội tuyển Ý trong trận này. Anh cùng đội tuyển Ý giành chức vô địch Euro sau khi vượt qua đội tuyển Anh ở trận chung kết với tỷ số 3-2 sau loạt luân lưu (hòa 1-1 ở thời gian thi đấu chính thức). Emerson đá chính trong trận chung kết và rời sân ở hiệp phụ thứ hai.

## Cuộc sống cá nhân
Emerson có tổ tiên của dòng họ bên mẹ được sinh ra tại Ý. Anh trở thành công dân Ý từ ngày 29 tháng 3 năm 2017.

## Thống kê sự nghiệp
Tính đến ngày 21 tháng 3 năm 2021
| Câu lạc bộ          | Mùa giải            | Giải đấu            | Giải đấu | Giải đấu | State League | State League | Cúp quốc gia | Cúp quốc gia | Cúp liên đoàn | Cúp liên đoàn | Châu lục | Châu lục | Khác | Khác | Tổng cộng | Tổng cộng |
| Câu lạc bộ          | Mùa giải            | Hạng                | Trận     | Bàn      | Trận         | Bàn          | Trận         | Bàn          | Trận          | Bàn           | Trận     | Bàn      | Trận | Bàn  | Trận      | Bàn       |
| ------------------- | ------------------- | ------------------- | -------- | -------- | ------------ | ------------ | ------------ | ------------ | ------------- | ------------- | -------- | -------- | ---- | ---- | --------- | --------- |
| Santos              | 2011                | Série A             | 0        | 0        | 1            | 0            | —            | —            | —             | —             | —        | —        | —    | —    | 1         | 0         |
| Santos              | 2012                | Série A             | 1        | 0        | 3            | 0            | —            | —            | —             | —             | —        | —        | —    | —    | 4         | 0         |
| Santos              | 2013                | Série A             | 14       | 1        | 2            | 0            | 1            | 0            | —             | —             | —        | —        | —    | —    | 17        | 1         |
| Santos              | 2014                | Série A             | 3        | 0        | 6            | 2            | 2            | 0            | —             | —             | —        | —        | —    | —    | 11        | 2         |
| Santos              | Tổng cộng           | Tổng cộng           | 18       | 1        | 12           | 2            | 3            | 0            | —             | —             | —        | —        | —    | —    | 33        | 3         |
| Palermo (mượn)      | 2014–15             | Serie A             | 9        | 0        | —            | —            | 0            | 0            | —             | —             | —        | —        | —    | —    | 9         | 0         |
| Roma                | 2015–16             | Serie A             | 8        | 1        | —            | —            | 1            | 0            | —             | —             | 0        | 0        | —    | —    | 9         | 1         |
| Roma                | 2016–17             | Serie A             | 25       | 0        | —            | —            | 4            | 0            | —             | —             | 7        | 1        | —    | —    | 36        | 1         |
| Roma                | 2017–18             | Serie A             | 1        | 0        | —            | —            | 1            | 0            | —             | —             | —        | —        | —    | —    | 2         | 0         |
| Roma                | Tổng cộng           | Tổng cộng           | 34       | 1        | —            | —            | 6            | 0            | —             | —             | 7        | 1        | —    | —    | 47        | 2         |
| Chelsea             | 2017–18             | Premier League      | 5        | 0        | —            | —            | 2            | 0            | 0             | 0             | 0        | 0        | —    | —    | 7         | 0         |
| Chelsea             | 2018–19             | Premier League      | 10       | 0        | —            | —            | 1            | 0            | 5             | 1             | 11       | 0        | —    | —    | 27        | 1         |
| Chelsea             | 2019–20             | Premier League      | 15       | 0        | —            | —            | 2            | 0            | 0             | 0             | 3        | 0        | 1    | 0    | 21        | 0         |
| Chelsea             | 2020–21             | Premier League      | 2        | 0        | —            | —            | 4            | 0            | 2             | 0             | 5        | 1        | —    | —    | 13        | 1         |
| Chelsea             | Tổng cộng           | Tổng cộng           | 32       | 0        | —            | —            | 9            | 0            | 7             | 1             | 19       | 1        | 1    | 0    | 68        | 2         |
| Tổng cộng sự nghiệp | Tổng cộng sự nghiệp | Tổng cộng sự nghiệp | 93       | 2        | 12           | 2            | 18           | 0            | 7             | 1             | 26       | 2        | 1    | 0    | 157       | 7         |

## Danh hiệu

### Câu lạc bộ
Santos
- Campeonato Paulista: 2011, 2012

Chelsea
- UEFA Europa League: 2018–19
- UEFA Champions League: 2020–21
- UEFA Super Cup: 2021

West Ham United
- UEFA Europa Conference League: 2022–23

### Quốc tế
U-17 Brasil
- Giải vô địch bóng đá U-17 Nam Mỹ: 2011

Đội tuyển Ý
- UEFA European Championship: 2020
- UEFA Nations League: Hạng ba 2021